# Kvarteret Harpan

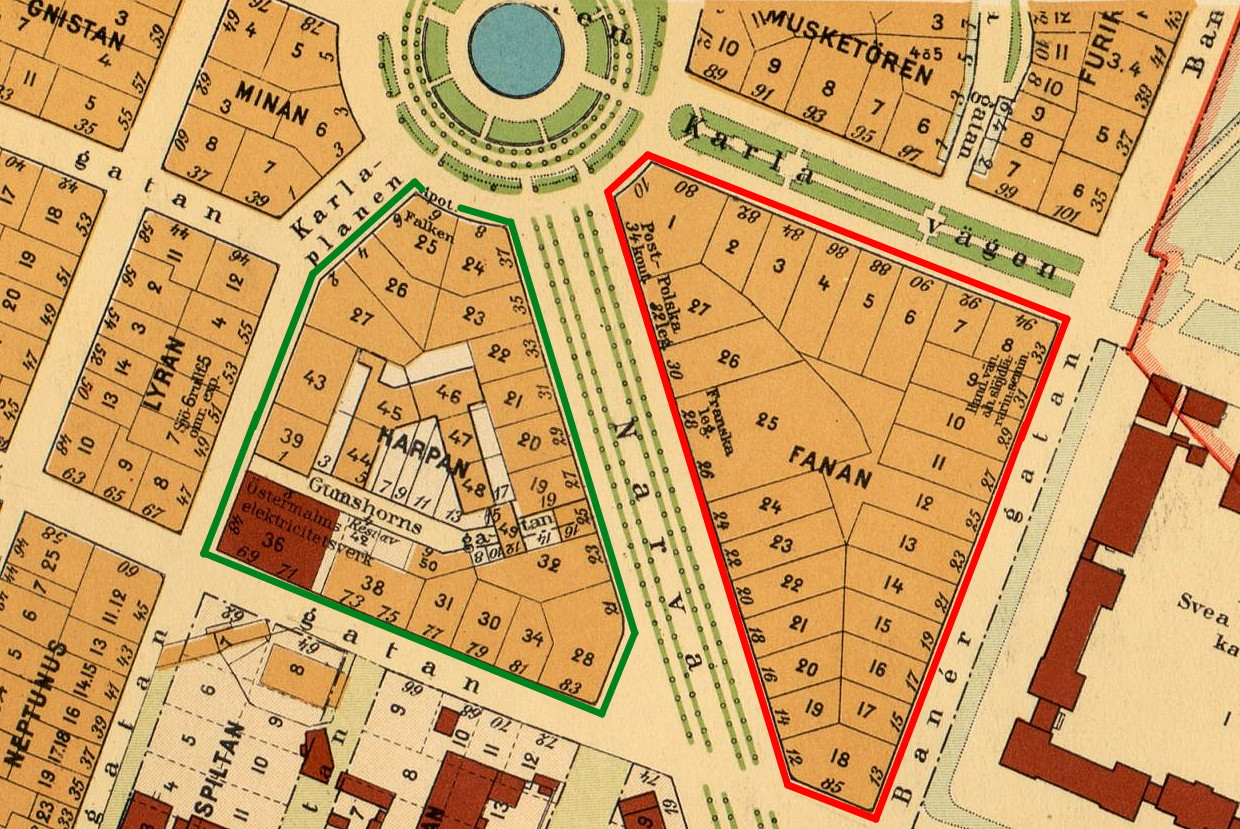
Kvarteren Harpan (grön) och Fanan (röd) 1930.

Harpan är namnet på ett kvarter på Östermalm i Stockholm. Kvarteret omges av Karlaplan i norr, av Narvavägen i nordost, av Linnégatan i söder och av Styrmansgatan i nordväst. Genom kvarteret går Gumshornsgatan. Inom kvarteret finns flera kulturhistoriskt värdefulla byggnader.

## Historik

### Gamla kvarteret Harpan

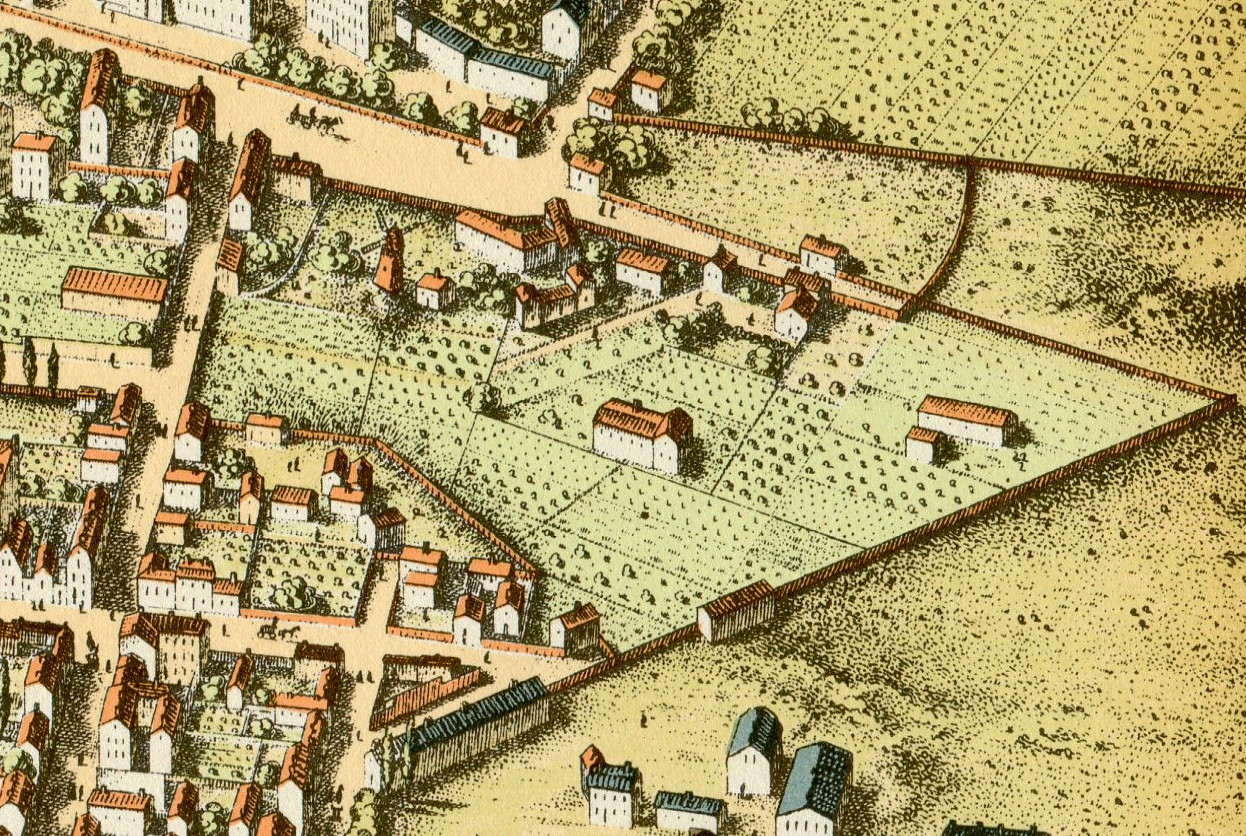
Harpan på Neuhaus panorama, 1870-tal

Kvarteret finns redovisat på Petrus Tillaeus karta från 1733 som Harpan (nr 48). Det var då det yttersta kvarteret på gränsen till Ladugårdslandet, direkt söder om Ladugårdslandstullen. Kvarteret var betydligt större än idag och inkluderade i öster även en del av dagens kvarteret Fanan. I väster sträckte sig kvarteret fram till Grevgatan och dåvarande Styrmansgatan gick som en kort återvändsgränd in i kvarteret söderifrån. Formen liknande en harpa som kan ha bidragit till namngivningen. 
Kvarteret utstakades i början av 1700-talet och hade samma form och utbredning fram till 1880-talet när området började stadsplaneras med Lindhagenplanen som utgångspunkt. Då revs även väderkvarn en Schultan som stod i Harpans norra spets, ungefär där Karlaplan nu ligger. 
I kvarteret låg några enstaka byggnader som revs, bland dem värdshuset Gumshorn som gav Gumshornsgatan sitt namn. Värdshuset låg vid nuvarande Karlaplan 8 och fanns redan på 1700-talet då det omtalades av Carl Michael Bellman. Trakten var rena bondvischan och betecknades av August Strindberg som det yttersta mörkret. Enligt August Blanche var Gumshorn tillhåll för traktens kogubbar. Ett mindre område med trähus stod kvar i kvarterets sydvästra hörn, de försvann först omkring 1910. Här uppfördes Östermalmsstationen 1925.

## Kvarteret i förändring

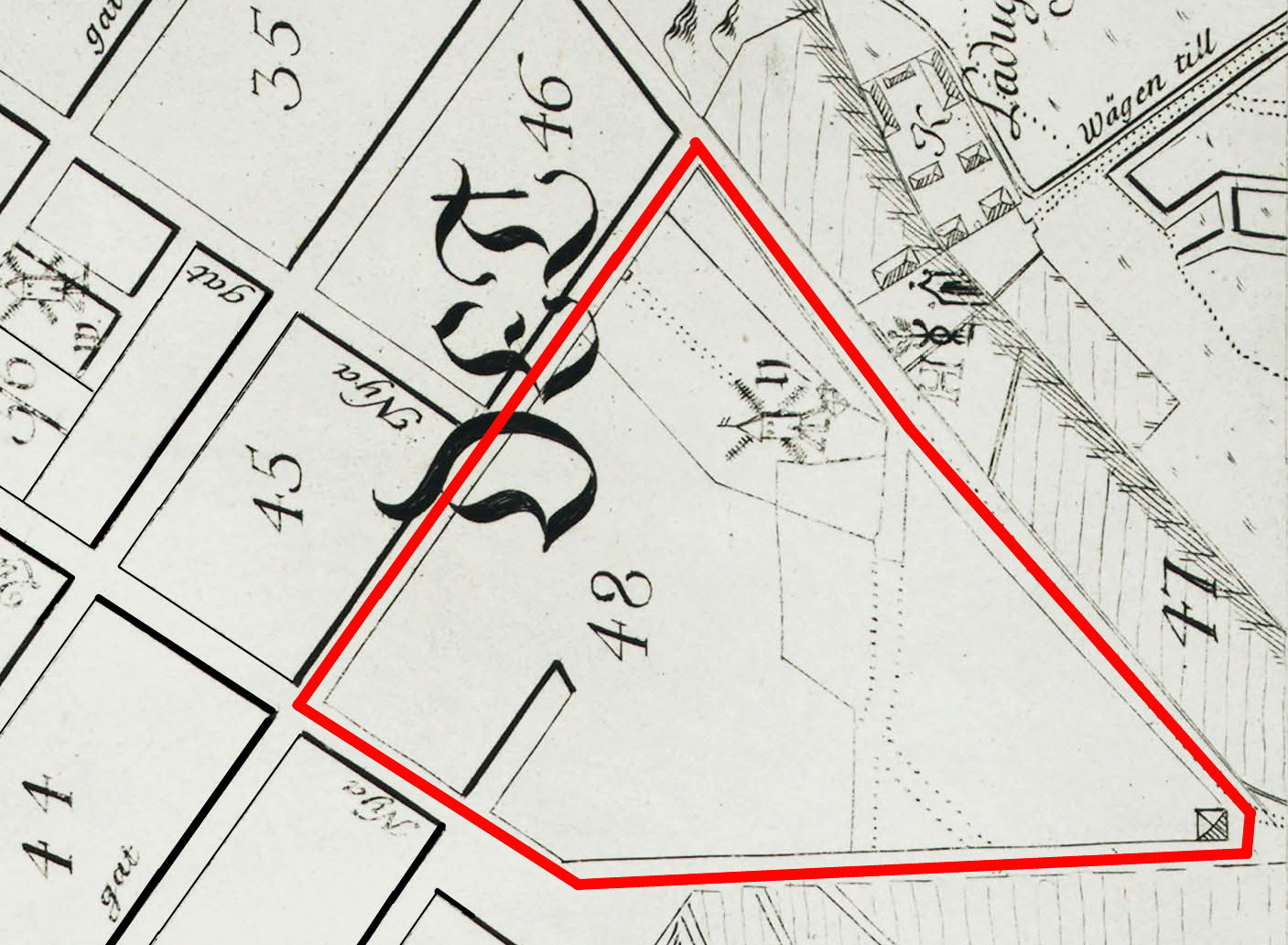
1733.
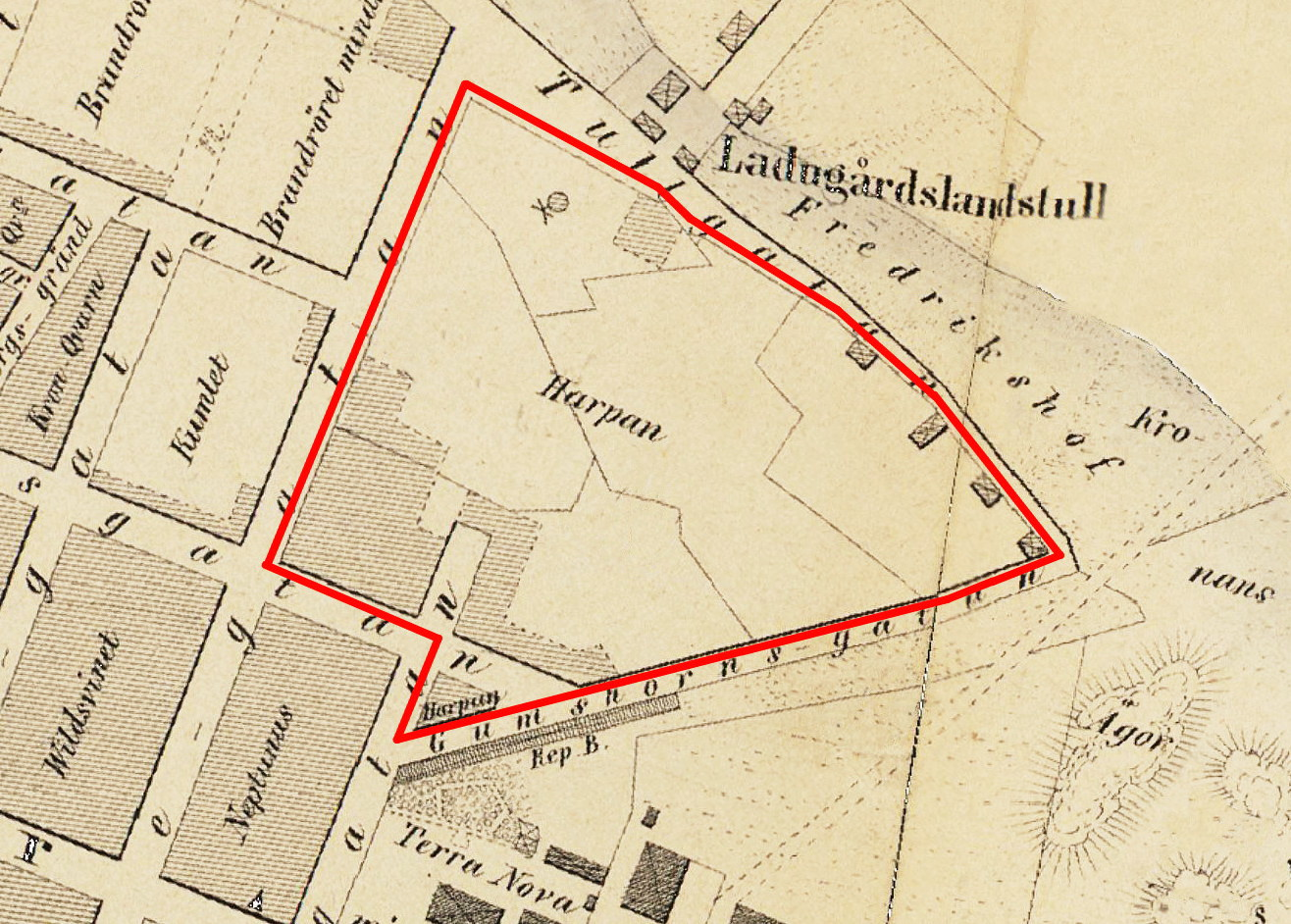
1855.
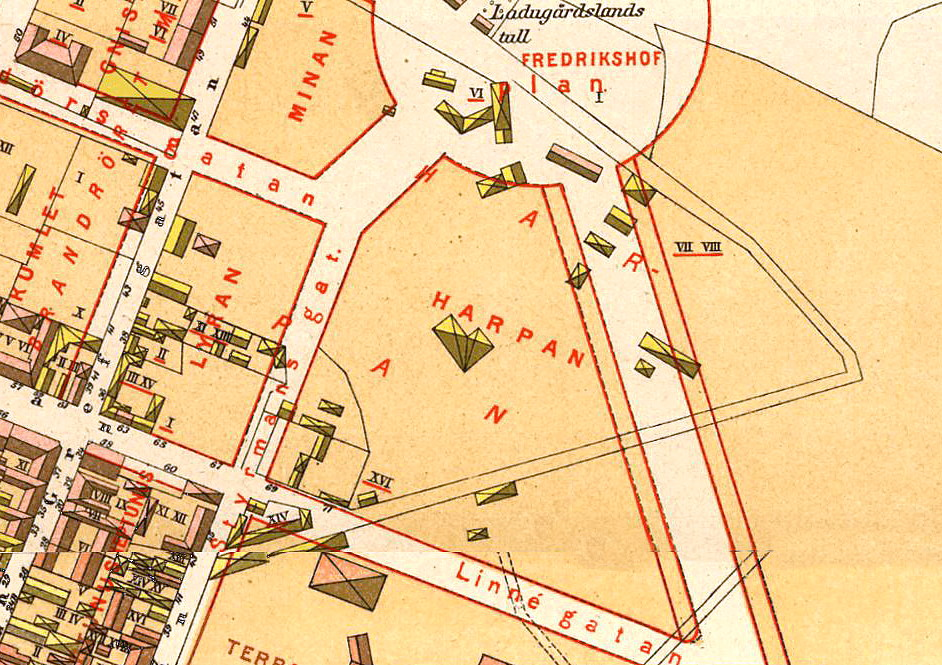
1885.
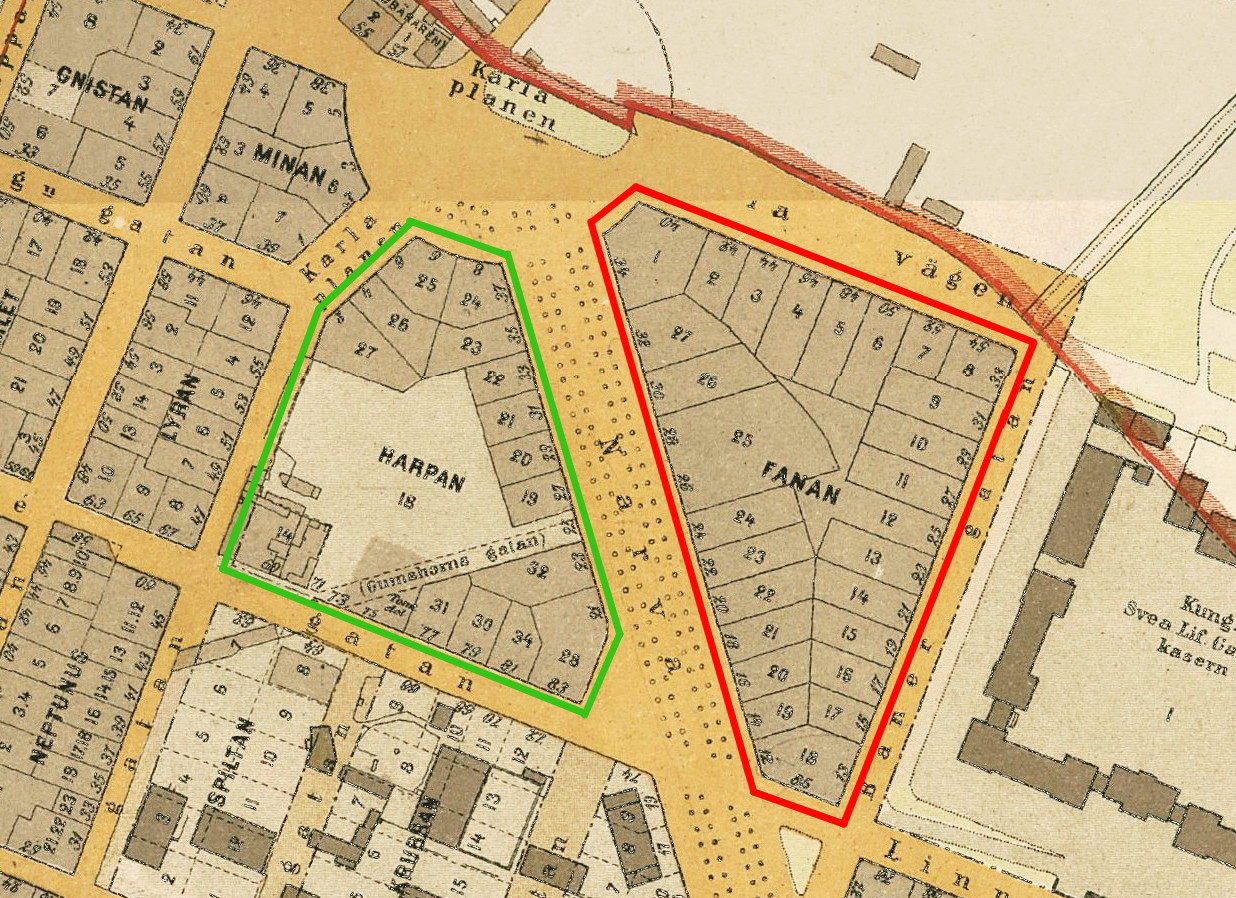
1909.

### Kvarterets nuvarande bebyggelse (urval)
På 1900-talets början fick Harpan sin nuvarande form och blev ett av åtta kvarter som ligger kilformat runt Karlaplan. Till en början bestod Harpan av 26 fastigheter. 

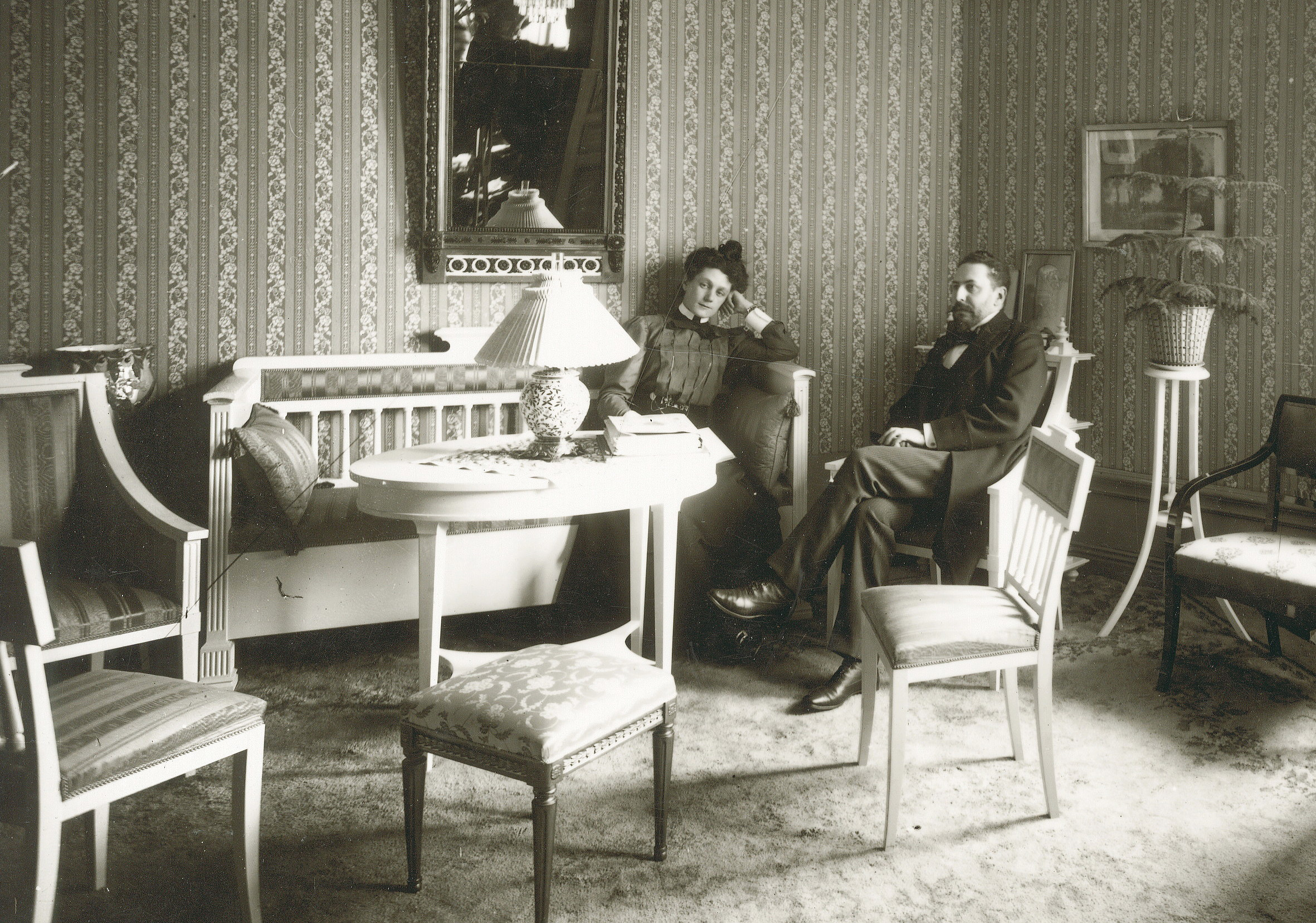
Oscar Levertins hem Karlaplan 2 (tornrummet). Oscar Levertin och hustru Ebba Redlich omkring 1906.

- Harpan 24 och 25 (Karlaplan 6-8) ligger längst i norr och bebyggdes mellan 1888 och 1889 efter ritningar av arkitekt Ernst Stenhammar, dock med olika byggherrar. Fastigheterna är blåmärkta av Stadsmuseet i Stockholm vilket innebär "att bebyggelsen bedöms ha synnerligen höga kulturhistoriska värden".[2]
- Harpan 27 (Karlaplan 2) uppfördes 1889 och revs 1930. En ny byggnad uppfördes av Telegrafverket för att inrymma en automattelefonstation[3]. För ritningarna svarade Lars Johan Lehming. I den numera försvunna våningen om sju rum och kök på fjärde våningen bodde Oscar Levertin med hustru Ebba Redlich i början av 1900-talet. Hon bodde kvar här som änka fram till 1911.
- Harpan 26 (Karlaplan 4) byggdes 1945-1946 med Ernst Grönwall som arkitekt. I bottenvåningen hade Radiotjänst (numera Sveriges Radio) sin Karlaplansstudion. Lokalen var planerad att kunna användas både som teater och biograf och fick namnet Maximteatern. Film visades här mellan 1966 och 1971.[4]
- Harpan 28 (hörnhuset Narvavägen 19-21 / Linnégatan 83) uppfördes 1892-1902 av storbyggmästaren Carl Oscar Lundberg för egen räkning. För ritningarna stod Ludwig Peterson och Ture Stenberg.[5]. Huset är grönmärkt av Stadsmuseet vilket betyder "särskilt värdefull från historisk, kulturhistorisk, miljömässig eller konstnärlig synpunkt".
- Harpan 51 (Linnégatan 69), här ligger Östermalmsstationen som byggdes 1925 efter ritningar av elektricitetsverkets egen arkitekt, Gustaf de Frumerie. Sedan 1997 fungerar byggnaden som Dramatens externa scen Elverket. Fastigheten är grönmärkt av Stadsmuseet.
- Harpan 52 (Gumshornsgatan 6), här bodde den tyske affärsmannen Curt Moses som utvisades 1937 och troligen dödades i Riga i juli 1941 under den tyska ockupationen av Lettland. Till minne av Curt Moses placerades i juni 2019 en snubbelsten utanför huset.[6]

### Bilder (byggnader i urval)

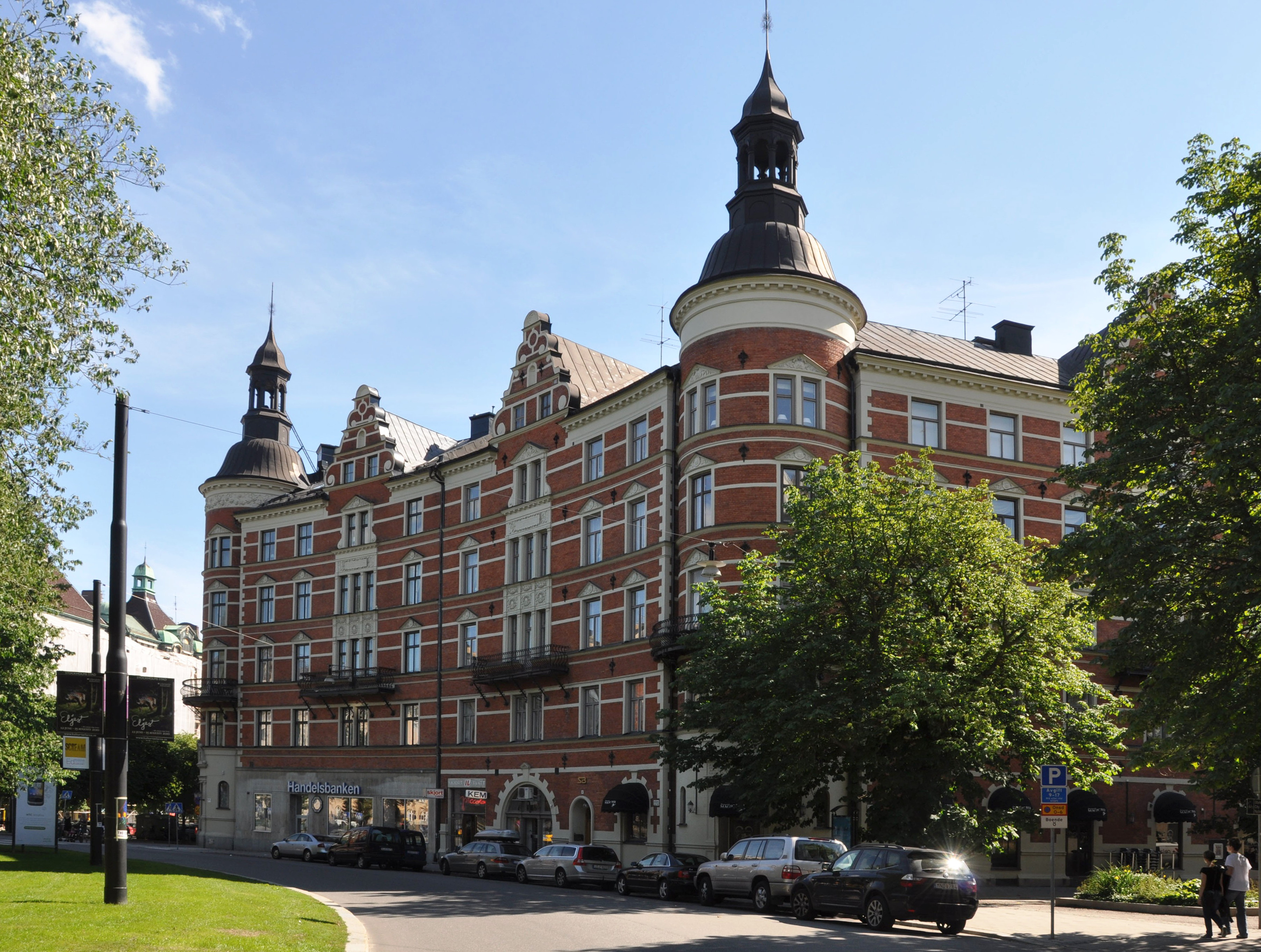
Harpan 24 och 25 Karlaplan 6-8.
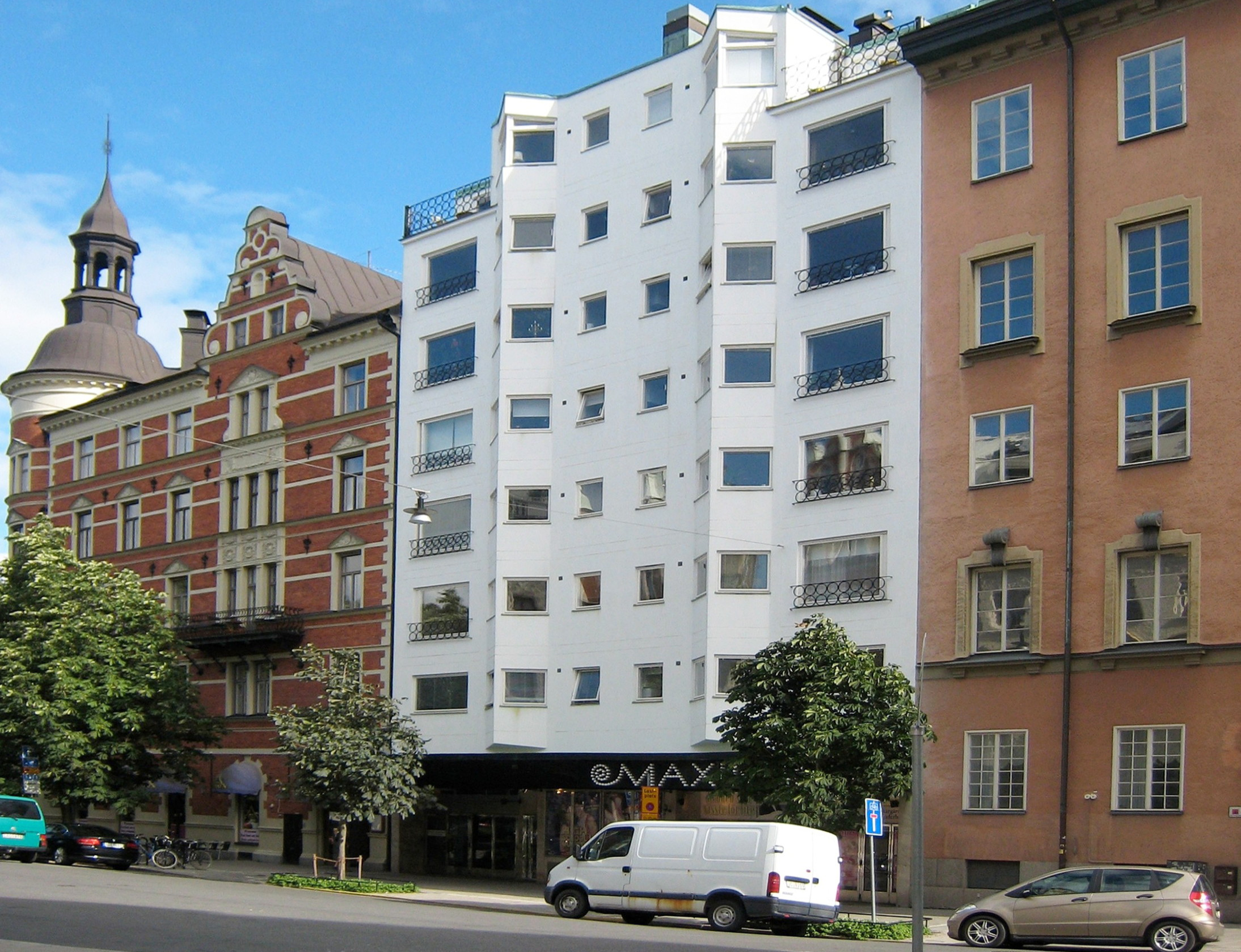
Harpan 26 Karlaplan 4.
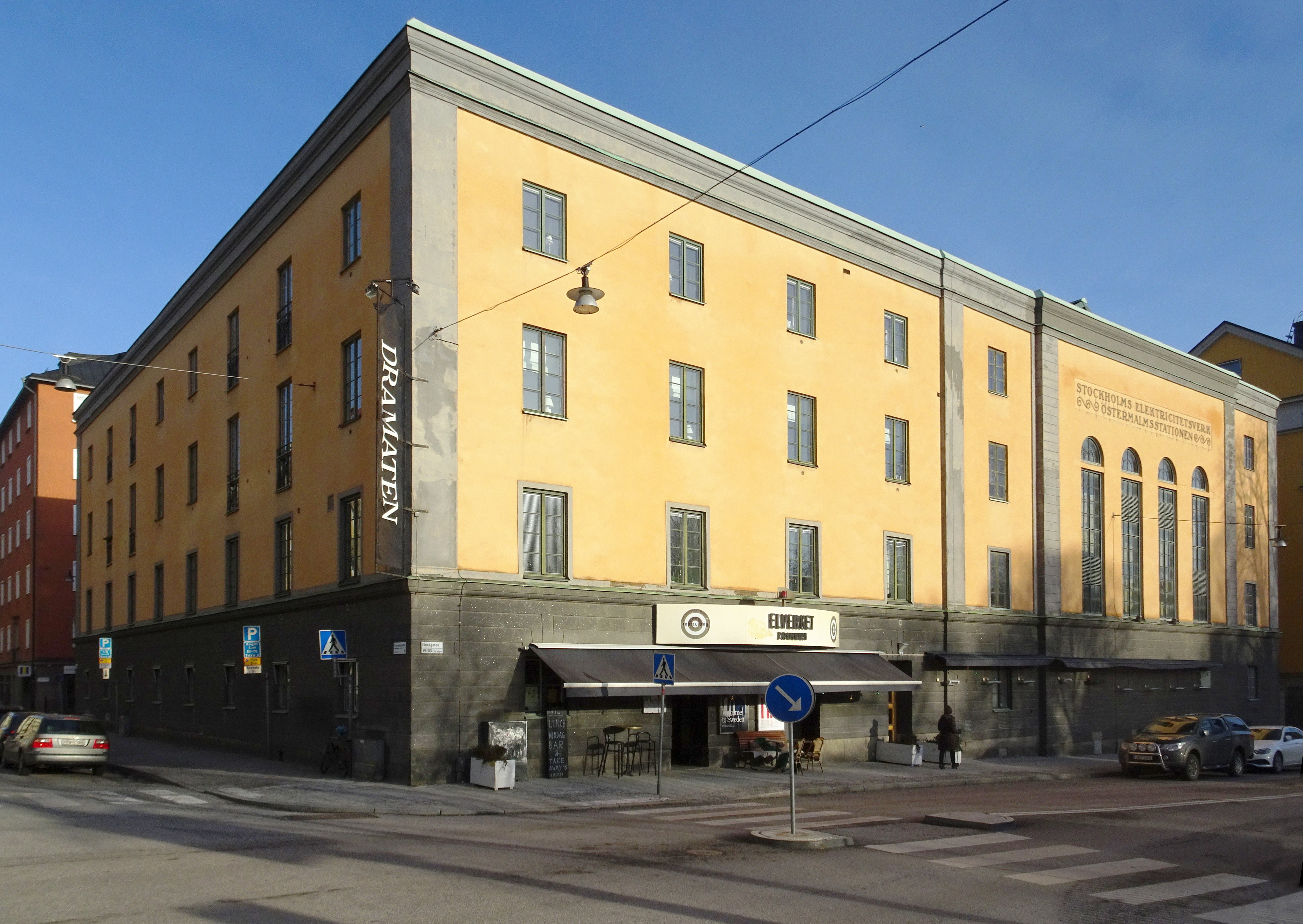
Harpan 51 Linnégatan 69.
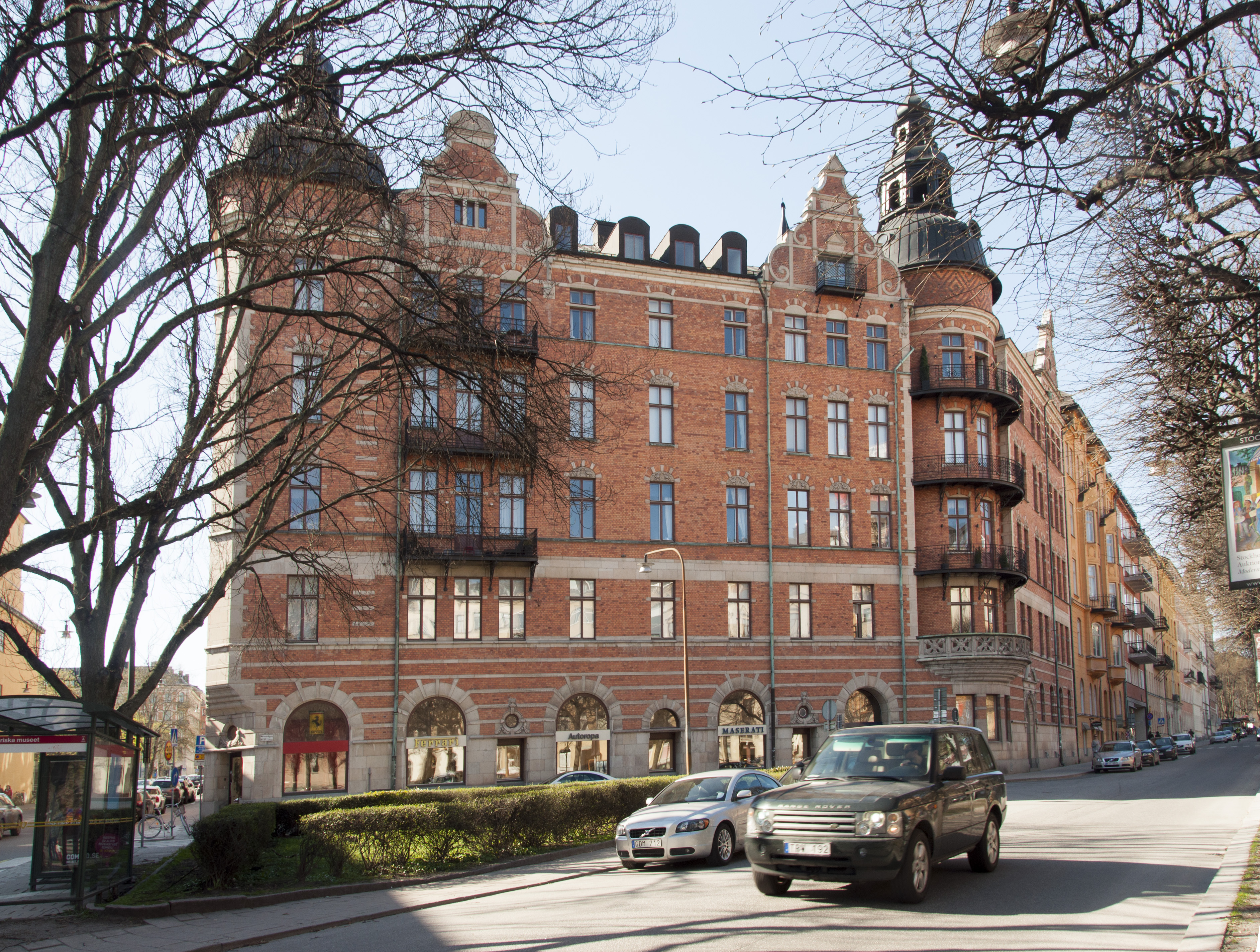
Harpan 28 Linnégatan 83.